# Anisothecium rotundatum
Anisothecium rotundatum är en bladmossart som beskrevs av Brotherus 1929. Anisothecium rotundatum ingår i släktet Anisothecium och familjen Dicranaceae. Inga underarter finns listade i Catalogue of Life.